# Lijst van Stolpersteine in Bronckhorst

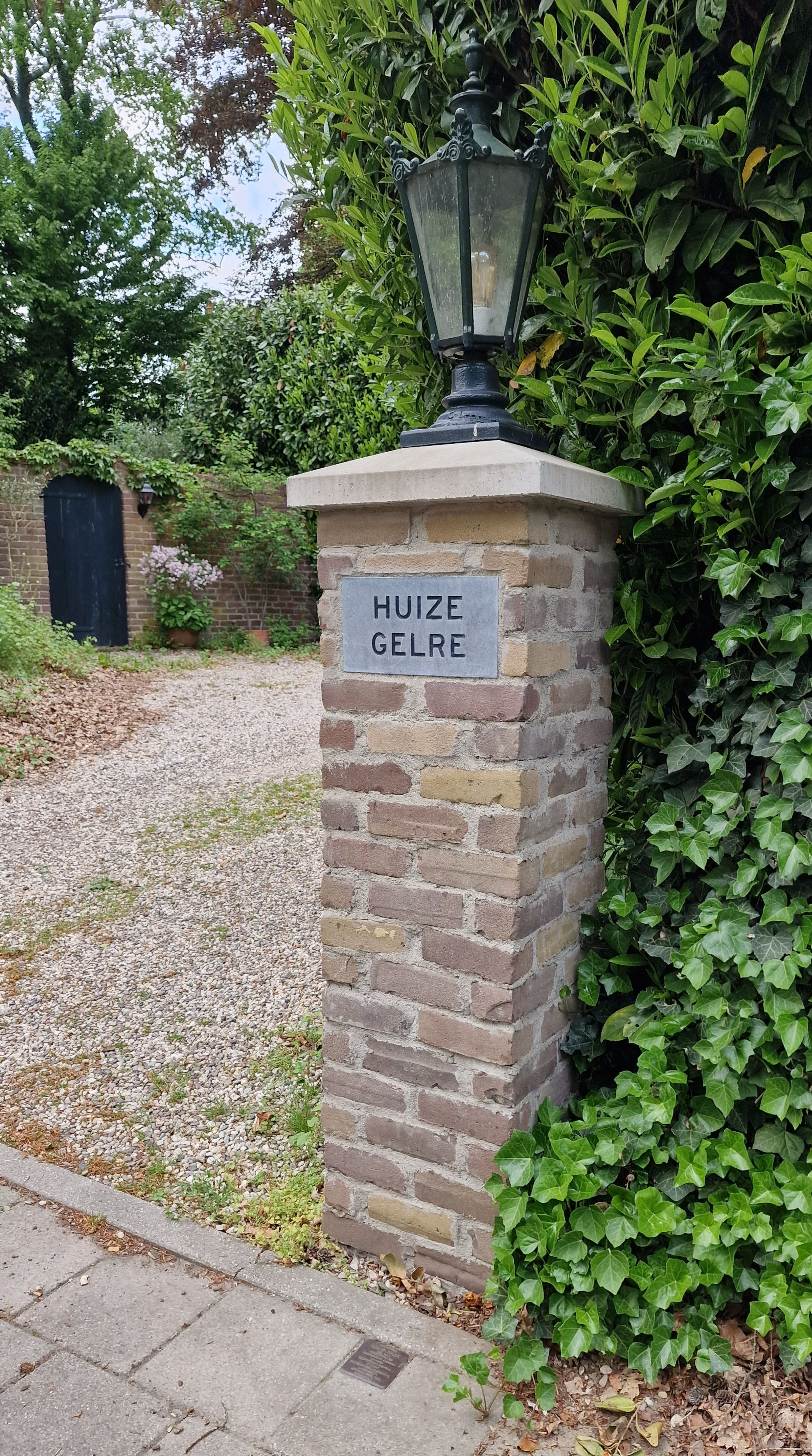
Stolperstein in Laag-Keppel voor Hendrik Kroon

De Lijst van Stolpersteine in Bronckhorst geeft een overzicht van de gedenkstenen die in de gemeente Bronckhorst in de Nederlandse provincie Gelderland zijn geplaatst in het kader van het Stolpersteine-project van de Duitse beeldhouwer-kunstenaar Gunter Demnig.
Stolpersteine zijn opgedragen aan slachtoffers van het nationaalsocialisme, al diegenen die zijn vervolgd, gedeporteerd, vermoord, gedwongen te emigreren of tot zelfmoord gedreven door het nazi-regime. Demnig legt voor elk slachtoffer een aparte steen, meestal voor de laatste zelfgekozen woning.
Omdat het Stolpersteine-project doorloopt, kan deze lijst onvolledig zijn.

## Stolpersteine
In de gemeente Bronckhorst liggen zeven Stolpersteine in de stad Laag-Keppel.

### Laag-Keppel
In Laag-Keppel liggen zeven Stolpersteine op drie adressen.
| Afbeelding | Inscriptie | Adres                      | Herdachte persoon                      |
| ---------- | --- | -------------------------- | -------------------------------------- |
|            | HIER WOONDE ROBERT PAUL BELINFANTE GEB. 1905 GEVLUCHT IN DE DOOD 13-5-1940 DOETINCHEM | Rijksweg 100 Kaart (OSM)   | Robert Paul Belinfante (1905-1940)     |
|            | HIER WOONDE MARIANNE BELINFANTE-LISSER GEB. 1902 ONDERGEDOKEN 1943 OVERLEDEN 10-1-1944 IJLST                                                                                             | Rijksweg 100 Kaart (OSM)   | Marianne Belinfante-Lisser (1902-1944) |
|            | HIER WOONDE GEERTRUIDA DINY JACOBS GEB. 1935 GEÏNTERNEERD 1942 CENTRAAL ISRAËLITISCH WEESHUIS UTRECHT-AMSTERDAM ONTSNAPT 1943 ONDERGEDOKEN UTRECHT BEVRIJD                               | Dorpsstraat 14 Kaart (OSM) | Geertruida Diny Jacobs (1935)          |
|            | HIER WOONDE JOZEF JACOBS GEB. 1931 GEÏNTERNEERD 1942 CENTRAAL ISRAËLITISCH WEESHUIS UTRECHT-AMSTERDAM ONTSNAPT 1943 ONDERGEDOKEN UTRECHT BEVRIJD                                         | Dorpsstraat 14 Kaart (OSM) | Jozef Jacobs (1931)                    |
|            | HIER WOONDE SALOMON JACOBS GEB. 1903 GEARRESTEERD 8-10-1941 GEDEPORTEERD VERMOORD 31-10-1941 MAUTHAUSEN                                                                                  | Dorpsstraat 14 Kaart (OSM) | Salomon Jacobs (1903-1941)             |
|            | HIER WOONDE BETJE JACOBS-GOLDSTEEN GEB. 1902 GEDEPORTEERD 19-10-1943 UIT WESTERBORK VERMOORD 22-10-1943 AUSCHWITZ                                                                        | Dorpsstraat 14 Kaart (OSM) | Betje Jacobs-Goldsteen (1902-1943)     |
|            | HIER WOONDE HENDRIK KROON GEB. 1904 VERZETSSTRIJDER GEARRESTEERD 4-5-1944 DEN HAAG GEDEPORTEERD 6-9-1944 UIT VUGHT SACHSENHAUSEN, NEUENGAMME, LANGENSALZA VERMOORD APRIL 1945 BUCHENWALD | Rijksweg 57-59 Kaart (OSM) | Hendrik Kroon (1904-1945)              |

## Data van plaatsingen
- 16 mei 2022: Laag-Keppel, zeven Stolpersteine op Dorpsstraat 14, Rijksweg 57-59 en 100